# Nagroda im. Andrzeja Bursy
Nagroda im. Andrzeja Bursy – polska nagroda literacka ustanowiona w 10. rocznicę śmierci Andrzeja Bursy aby uczcić pamięć o nim, przyznawana w Krakowie od 1967 do 1990 roku, ufundowana przez grupę literacką Barbarus, przyznawana przez Urząd Miasta Krakowa podczas Krakowskich Dni Literatury.
Celem nagrody było „popieranie interesujących zjawisk w młodej poezji i prozie zaangażowanej w problemy naszego czasu, ze szczególnym uwzględnieniem debiutów.” i miała być przyznawana „autorom tomów poetyckich, prozatorskich, dramatycznych, publicystycznych lub krytycznych odznaczających się nowatorstwem formalnym, postawą nonkonformistyczną oraz prawdziwymi wartościami artystycznymi…”
Jurorami nagrody byli członkowie Krakowskiej Grupy Literackiej Barbarus: Jerzy Harasymowicz, Teresa Socha-Lisowska, Tadeusz Nowak, Jan Bolesław Ożóg, Stanisław Stanuch oraz Tadeusz Śliwiak. Dwukrotnie nagrodę otrzymał Józef Baran. Wyróżnienie było przyznawane 15 listopada, w rocznicę śmierci patrona nagrody.

## Laureaci
- 1967
  - Tadeusz Kijonka za tom Rzeźba w czarnym drzewie[1][10][11][12]
- 1968
  - Michał Sprusiński[13] „za całokształt twórczości”[1]
- 1969
  - Marek Skwarnicki[14][5][15] „za twórczość poetycką ze szczególnym uwzględnieniem wierszy Rdza”[1] (nagrodę przyznano w dworku w Krzesławicach[16])
- 1971
  - Ewa Lipska[17] „za twórczość liryczną”[1]
- 1972
  - Stanisław Barańczak[5][18] za tom szkiców Nieufni i zadufani[1]
  - Rafał Wojaczek (pośmiertnie)[5][1][19][20]

- 1973
  - Jan Paweł Krasnodębski za tom opowiadań Dużo słońca w szybach[1][21][22]
- 1974
  - Leszek Aleksander Moczulski[23] za tom Nawracanie stracha na wróble[1][24] (według innego źródła nagrodę przyznano w 1973 roku[25])
- 1975
  - Józef Baran[26][27][28] za tom Nasze najszczersze rozmowy[29]
- 1976
  - Krzysztof Lisowski[30] za całokształt twórczości[31] (według innego źródła „za twórczość poetycką Próba obywatelstwa”[1])
- 1977
  - Andrzej Pastuszek „za debiut prozatorski Łowca gołębi”[1][32]
- 1978
  - Wincenty Faber za tom poezji W cieniu ognia[33][1]
  - Stanisław Stabro za tom poezji Na inne głosy rozpiszą nasz głos[1][34][35]
- 1980
  - Jerzy Gizella[36] za tom poezji Gorzko[37] (według innego źródła „za twórczość poetycką”[1])
- 1981
  - Leszek Szaruga[38] „za całokształt twórczości”[1]
  - Julian Kornhauser[5][39][40] „za całokształt twórczości”[1]
- 1984
  - Andrzej Kaliszewski[41][42] „za całokształt twórczości krytycznoliterackiej”[43] „ze szczególnym uwzględnieniem książki Gry pana Cogito”[1]
  - Dariusz Tomasz Lebioda za tom Najnowszy testament[1][44][45][46]
- 1985
  - Dariusz Bitner[9][47][48] „za twórczość prozatorską ze szczególnym uwzględnieniem tomu opowiadań Owszem”[1]
  - Aleksander Migo za tom Ciemny pokój[49][1]
- 1986
  - Zdzisław Antolski[50] za tom Okolica Józefa[1][4] (dyrektorem jury był Jerzy Harasymowicz[51])
  - Roman Wysogląd za tom Przekrętka[52] i powieść Moskwa za trzy dni[1]

- 1987
  - Władysław Zawistowski[53] (według innych źródeł nagroda została przyznana Władysławowi Zawistowskiemu w 1988 roku[54][55])
- 1988
  - Andrzej Tuziak[56][57]
- 1989
  - Andrzej Lenartowski[8] za tom Zaproszenie do piekła[58][59]
  - Aarne Puu za tom Jezioro mojej pamięci (wydany w 1989)[60][58][58] (nagrody wręczono 24 listopada 1989 roku w siedzibie krakowskiego oddziału Związku Literatów Polskich[58])